# Керстен, Сам
Сам Керстен (нидерл. Sam Kersten; род. 30 января 1998, Неймеген, Гелдерланд) — нидерландский футболист, защитник клуба «Херенвен».

## Клубная карьера
Керстен — воспитанник клубов «Равенстейн», ТОП Осс, НЕК и «Ден Босх». 2 декабря 2016 года в матче против «Дордрехта» он дебютировал в Эрстедивизи в составе последнего. Летом 2019 года Керстен перешёл в «ПЕК Зволле». 25 августа в матче против роттердамской «Спарты» он дебютировал в Эредивизи. В 2022 году клуб вылетел из элиты, но игрок остался в команде и через год помог ей вернуться обратно. 
8 апреля 2024 года подписал трёхлетний контракт с «Херенвеном». 11 августа дебютировал за клуб в гостевом матче Эредивизи против «Аякса».